# انحلال پارلمان

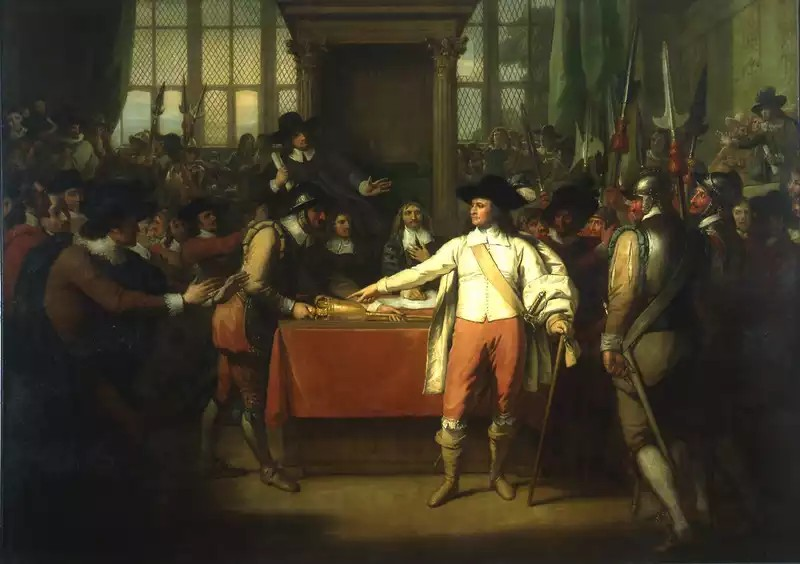
الیور کرامول در حال انحلال پارلمان طولانی، اثر بنجامین وست (1782)

انحلال پارلمان در نظام‌های سیاسی پارلمانی و نیمه‌ریاستی به فرایندی گفته می‌شود که طی آن قوه مقننه منحل شده و انتخابات برگزار می‌شود.
معمولاً در این‌گونه نظام‌های سیاسی، عمر قوه قانون‌گذاری با پایان دوره مشخص‌شده و قانونی آن به اتمام می‌رسد ولی انحلال به معنای پایان زودهنگام عمر مجلس قانون‌گذاری است.
در برخی کشورها، انحلال پارلمان وجود ندارد. به عنوان نمونه قانون اساسی ایالات متحده آمریکا اجازه انحلال کنگره ایالات متحده آمریکا را نمی‌دهد.